# Associação Atlética Comercial
Associação Atlética Comercial é uma agremiação esportiva da cidade de Volta Redonda, no estado do Rio de Janeiro, fundada a 26 de janeiro de 1951.

## História
No dia 26 de janeiro de 1951, no extinto Clube Avenida, ocorria a primeira reunião para fundar um clube.
Na ocasião, Volta Redonda era apenas um distrito de Barra Mansa e a agremiação funcionava onde hoje está situado o Clube Municipal, no bairro Aterrado. O atual local foi doado e começou a ser modificado pelo então prefeito da cidade.
Nos anos de 1954, 1955 e 1956 a equipe aventurou-se no profissionalismo, disputando o Campeonato Fluminense, afastando-se logo depois.
Uma das passagens mais difíceis do clube, foi quando em 1963 a prefeitura de Volta Redonda solicitou a desapropriação do espaço para a construção de um cemitério. Porém, os proprietários reagiram e conseguiram impedir que tal fato ocorresse.
Em 1977, é construída a nova sede do clube. Os títulos de sócios proprietários foram colocados à venda, arrecadando dessa forma, fundos para as obras da nova sede. A procura foi tamanha que em dez meses haviam se esgotado todos os títulos.
Hoje a agremiação encontra-se afastada das competições profissionais.

## Fonte
- VIANA, Eduardo. Implantação do futebol Profissional no Estado do Rio de Janeiro. Rio de Janeiro: Editora Cátedra, s/d.